# Błażej Wierzbowski
Błażej Wierzbowski (ur. 3 marca 1946 w Suminie) – polski prawnik specjalizujący się w prawie cywilnym i prawie rolnym, sędzia Trybunału Konstytucyjnego w latach 1993-1998.

## Życiorys
W 1963 roku ukończył Liceum Ogólnokształcące im. Romualda Traugutta w Lipnie i podjął studia na Wydziale Prawa Uniwersytetu Mikołaja Kopernika w Toruniu. W 1968 roku ukończył studia, specjalizując się w prawie rzymskim i został zatrudniony na stanowisku asystenta w Katedrze Prawa Rzymskiego UMK. W latach 1969–1971 odbywał aplikację sędziowską. W 1975 roku uzyskał stopień doktora nauk prawnych. Tematem jego rozprawy była Treść władzy ojcowskiej w rzymskim prawie poklasycznym, a promotorem Kazimierz Kolańczyk. W 1978 roku, na podstawie rozprawy Prawo ubezpieczeń społecznych w przebudowie ustroju rolnego stopień doktora habilitowanego.  W 1990 roku otrzymał stanowisko profesora nadzwyczajnego UMK oraz został kierownikiem Katedry Prawa Rolnego. W latach 1987–1990 pełnił funkcję prodziekana Wydziału Prawa i Administracji UMK.
Współpracował także z innymi uczelniami. Pracował w Katedrze Praw Cywilnego Uniwersytetu Gdańskiego (1989-1993), w Wyższej Szkole Pedagogicznej w Bydgoszczy (1990-1992), na SGGW (1994-1997), w Wyższej Szkole Humanistyczno-Ekonomicznej we Włocławku oraz w Elbląskiej Uczelni Humanistyczno-Ekonomicznej.
W latach 1989–1990 pracował jako radca prawny. Był sędzią sądu apelacyjnego w Gdańsku od 1990 do 1993 roku oraz sędzią Trybunału Konstytucyjnego od 1993 do 1998 roku.
Członek korespondent Comité Européen de Droit Rural. Był uczestnikiem prac Centrum Obywatelskich Inicjatyw Ustawodawczych Solidarności.
Autor 3 monografii i około 100 artykułów, glos, recenzji.

## Wybrane publikacje
- Treść władzy ojcowskiej w rzymskim prawie poklasycznym: władza nad osobami dzieci (1977)
- Historia prawa. Cz. 1, Starożytność (1978, wspólnie z Władysławem Bojarskim)
- System zabezpieczenia społecznego rolników (1981, ISBN 83-01-03472-6)
- Problemy organizacyjne obrony interesów zawodowych rolników indywidualnych (1983)
- Prawo ubezpieczeń społecznych w przebudowie ustroju rolnego (1985, ISBN 83-231-0039-X)
- Podstawy prawa ochrony środowiska (2004, wspólnie z Bartoszem Rakoczym, ISBN 83-7334-275-3)
- Gospodarka nieruchomościami. Podstawy prawne (2007, ISBN 83-7334-682-1)